# Бормида (Кунео)
Бормида је насеље у Италији у округу Кунео, региону Пијемонт.
Према процени из 2011. у насељу је живело 22 становника. Насеље се налази на надморској висини од 387 м.